# José Manuel Casanova
Josep Manel o José Manuel Casanova Capdevila, deportivamente conocido como José Manuel (Barcelona, España; 11 de febrero de 1951-Málaga, España; 6 de agosto de 2017), fue un futbolista y entrenador español. Jugaba como centrocampista y militó cuatro temporadas en la Primera División de España con el Real Club Deportivo Espanyol.

## Trayectoria
Se formó en el CF Damm, donde logró el mayor éxito histórico del club: el subcampeonato de España juvenil en 1967. En 1969 fichó por el CE Sabadell, pero una lesión truncó su trayectoria en el club arlequinado. En 1971 fue cedido al Terrassa FC y en 1973 al CE Júpiter. La temporada 1973-74 fichó por la UE Sant Andreu, donde jugó dos campañas en Segunda División.
En 1975 se incorporó al RCD Espanyol, con el que jugó durante cuatro temporadas en Primera División. Tras sufrir varias lesiones, a mitad de la temporada 1979-80 fue cedido al Sant Andreu, donde terminó su carrera debido a sus problemas de rodilla.
Tras su prematura retirada, presidió la Agrupación de Veteranos del RCD Espanyol durante cuatro años. La temporada 1984-85 pasó a formar parte del fútbol base blanquiazul, siendo entrenador de los equipos de las categorías inferiores. En 1990, tras la llegada a la presidencia de Juli Pardo, fue nombrado coordinador del fútbol base del club. Desde este cargo, impulsó la construcción de la Ciutat Esportiva Dani Jarque y de la residencia para jóvenes futbolistas. Durante las dos décadas que estuvo al frente del fútbol base españolista, una cincuentena de canteranos llegaron a debutar en el primer equipo, y algunos con la selección absoluta de España, como Jordi Lardín, Sergio González, Joan Capdevila y Raúl Tamudo.
En distintas etapas compaginó la dirección del fútbol base con el puesto de segundo entrenador del primer equipo. Fue asistente de Luis Aragonés (1990-91), de Ljubomir Petrović (1991), de Paco Flores (1997, 2000-02), con quien conquistó la Copa del Rey de 2000, y de Ramón Moya (2002).
En 2011, tras desvincularse del club barcelonés, fue nombrado director de La Academia del Málaga CF. Bajo su dirección, el fútbol base del club malacitano logró notables éxitos, como el torneo MIC o la Copa de Campeones Juvenil. Debido a problemas de salud, en 2015 se vio obligado a dejar el trabajo diario en el club, aunque mantuvo oficialmente su cargo hasta ser relevado en junio de 2017, siendo nombrado secretario técnico de jóvenes jugadores.

### Muerte
Falleció el 6 de agosto de 2017 a causa de un infarto, mientras seguía en directo un partido amistoso entre el equipo juvenil del Málaga CF y el sénior de la AD Malaka, en el campo de este último en Carranque.

## Clubes
| Club           | País   | Año       |
| -------------- | ------ | --------- |
| CE Sabadell    | España | 1969-1971 |
| Terrassa FC    | España | 1971-1972 |
| CE Sabadell    | España | 1972-1973 |
| CE Júpiter     | España | 1973      |
| UE Sant Andreu | España | 1973-1975 |
| RCD Espanyol   | España | 1975-1979 |
| UE Sant Andreu | España | 1979-1980 |